# CHURC1
CHURC1 (англ. Churchill domain containing 1) – білок, який кодується однойменним геном, розташованим у людей на 14-й хромосомі. Довжина поліпептидного ланцюга білка становить 139 амінокислот, а молекулярна маса — 16 111.
| 10         |  | 20         |  | 30         |  | 40         |  | 50         |
| ---------- |  | ---------- |  | ---------- |  | ---------- |  | ---------- |
| MRQPYLSSRE |  | VSSSRKRWRT |  | FPVDCVAMCG |  | DCVEKEYPNR |  | GNTCLENGSF |
| LLNFTGCAVC |  | SKRDFMLITN |  | KSLKEEDGEE |  | IVTYDHLCKN |  | CHHVIARHEY |
| TFSIMDEFQE |  | YTMLCLLCGK |  | AEDTISILPD |  | DPRQMTLLF  |  |            |

A: Аланін

C: Цистеїн

D: Аспарагінова кислота

E: Глутамінова кислота

F: Фенілаланін

G: Гліцин

H: Гістидин

I: Ізолейцин

K: Лізин

L: Лейцин

M: Метіонін

N: Аспарагін

P: Пролін

Q: Глутамін

R: Аргінін

S: Серин

T: Треонін

V: Валін

W: Триптофан

Кодований геном білок за функціями належить до активаторів, білків розвитку. 
Задіяний у таких біологічних процесах, як транскрипція, регуляція транскрипції, альтернативний сплайсинг. 
Білок має сайт для зв'язування з іонами металів, іоном цинку. 